# Absalom Themba Dlamini
Absalom Themba Dlamini (* 1. Dezember 1950) ist ein eswatinischer Politiker. Er war Premierminister von Swasiland vom 26. November 2003 bis 16. Oktober 2008.

## Biografie
Dlamini war 1978 Bachelor-Absolvent an der damaligen University of Botswana and Swaziland. 1987 erwarb er einen Master an der University of Nairobi. Er sammelte seit seiner Ausbildungszeit Erfahrung auf vielen verschiedenen Gebieten; so hatte er Manager-Positionen beim Eswatini National Provident Fund, bei der Zentralbank von Eswatini und bei der Eswatini Industrial Development Company inne. Außerdem diente Dlamini als Verwaltungsratsmitglied in vielen eswatinischen Unternehmen. Ab 1991 war er Direktor und Vorstandsvorsitzender von Tibiyo Taka Ngwane, einer nationalen Organisation zur Bewahrung eswatinischer Kultur und Entwicklung wirtschaftlicher Strategien.
Dlamini wurde am 14. November 2003 zum Premierminister ernannt. König Mswati III. ehrte ihn mit der „Königlichen Medaille des Obersten Beraters der Königlichen Verordnung von König Sobhuza II.“ Am 16. Oktober 2008 folgte ihm der bereits vor ihm amtierende Premierminister Barnabas Sibusiso Dlamini wieder im Amt. 
Aktuell (2021) ist er COB bei The Royal Eswatini Sugar Corporation und Geschäftsführender Direktor bei Tibiyo Taka Ngwane, einem eswatinischen Staatsfonds.